# Ichthyodectes
Az Ichthyodectes a sugarasúszójú halak (Actinopterygii) osztályának a fosszilis Ichthyodectiformes rendjébe, ezen belül a Ichthyodectidae családjába tartozó nem.

## Rendszerezés
A nembe az alábbi 4 faj tartozik:
- Ichthyodectes acanthicus
- Ichthyodectes anaides
- Ichthyodectes ctenodon
- Ichthyodectes goodeanus

## Tudnivalók
A legnagyobb Ichthyodectes 4 méter hosszú volt. Ezek a fajok a Nyugati Belső Víziútban éltek, a késő kréta korszak idején. Közeli rokonságban álltak a 4-6 méteres Xiphactinusszal és a 2 méteres Gillicusszal, és mint a többi Ichthyodectidae, ezek a halak is gyors vadászok lehettek. Táplálékuk kisebb halak voltak, amelyeket egészben faltak fel. Mint a Gillicusnak, az Ichthyodecteseknek is kis egyforma nagyságú fogaik voltak.